# Oosterwolde (Friesland)
Oosterwolde (frizonă Easterwâlde) este o localitate în Țările de Jos, în comuna Ooststellingwerf din provincia Frizia.
1. ↑   https://www.gemeentegeschiedenis.nl Lipsește sau este vid: |title= (ajutor)